# Dalai Nur (sjö i Kina)
Dalai Nur är en sjö i Kina. Den ligger i den autonoma regionen Inre Mongoliet, i den norra delen av landet, omkring 490 kilometer nordost om regionhuvudstaden Hohhot. Dalai Nur ligger 1 223 meter över havet. Arean är 1,8 kvadratkilometer. Den sträcker sig 18,4 kilometer i nord-sydlig riktning, och 21,2 kilometer i öst-västlig riktning.
Genomsnittlig årsnederbörd är 453 millimeter. Den regnigaste månaden är juni, med i genomsnitt 111 mm nederbörd, och den torraste är februari, med 4 mm nederbörd.